# Cibelle
Cibelle Cavalli Bastos (São Paulo, 2 januari 1978) is een Braziliaanse beeldend kunstenaar en muzikant, gevestigd in Londen, Berlijn en São Paulo. Ze studeerde in 2015 af aan het Royal College of Art in Londen. Cibelle heeft vier muziekalbums uitgebracht en heeft werk uitgevoerd en gepresenteerd op locaties als Martin-Gropius-Bau in Berlijn, Museo Reina Sofia in Madrid, ICA London, Carnegie Hall New York, Serpentine Marathon, 28e en 31e São Paulo Biennial.
Cibelle Cavalli Bastos heeft een conceptueel, uitgebreid veld en een interdisciplinaire praktijk die gedachteproductie, performance, geluidskunst, video, schilderen, sculptuur en installatie omvat. Hun werk richt zich op de deconstructie en vorming van identiteiten en de interacties van mensen met elkaar en hun omgeving.

## Biografie
Cibelle Cavalli Bastos volgde vanaf 6-jarige leeftijd het Marcelo Tupinambá-conservatorium in São Paulo, waar ze gitaar, piano, percussie en theater studeerde. Ze had een korte carrière in haar tienerjaren, maar besloot om zich te wijden aan acteren en kunst. Ze werkte in musicals, korte films en de Braziliaanse televisie, totdat muziek een sterkere leiding nam in hun leven, gevolgd door haar focus in de kunstpraktijk en onderzoek.
Nadat ze de in Servië geboren producent Suba hadden ontmoet, verscheen ze als de belangrijkste zanger op zijn album São Paulo Confessions bij Ziriguiboom (Braziliaanse opdruk van Crammed Discs) in 1999. Een mix van traditionele en elektronische geluiden op São Paulo Confessions wordt gezien als een belangrijk voorloper en een mijlpaalalbum voor Braziliaanse elektronische muziek. Suba overleed kort na het uitbrengen van het album.
Cibelle verscheen vervolgens op het album Natural (2003) van Celso Fonseca. Haar eerste soloalbum Cibelle werd ook uitgebracht in 2003. Ze tekende bij het Belgische platenlabel Crammed Discs en op 22-jarige leeftijd begon ze meer tijd door te brengen in Europa, met name in Parijs. Na de voltooiing van haar eerste album verhuisde ze naar Brick Lane in Londen en woont ze sindsdien in Oost-Londen.
Cibelle maakt conceptalbums. Haar band bestaat uit ongeveer 10 muzikanten of meer die elk als trio samenkomen, afhankelijk van het land van uitvoering. Hun nieuwste uitvoeringen varieerden van het hebben van twee drumkits op het podium tot helemaal geen.
Cibelle werkt door nummers live op het podium te gestalten, met speciale gasten en publieksleden die bijdragen aan haar "bric-a-brac DIY"-geluid door zang, speelsheid en instrumentale experimenten. Sinds ze naar Dalston verhuisde, werkte ze meer met beeldende kunst en performance, nam ze deel aan de abravanista-beweging met Rick Castro, ook een onderdeel van Assume Vivid Astro Focus, en werkte ze samen als onderdeel van collectief en artzine FUR, geleid door fotograaf Cássia Cabatini en kunstenaar/graficus Fábio Gurjão.
Cibelle heeft samengewerkt met een scala aan muziek- en visuele artiesten over de hele wereld voor opnamen, film, uitvoering en installatie, waaronder Devendra Banhart, The Real Tuesday Weld, Seu Jorge, Cocorosie, Rio en Medio, Gilberto Gil, Júnio Barreto, Vanessa da Mata, Orquestra Imperial, Vetiver, Lightspeed Champion, Josh Weller, David Shrigley, Tom Zé, Johnny Flynn, Quist, Tunng, leden van Nação Zumbi en The Legendary Tigerman. In 2014 werkte ze ook samen met het Belgische collectief The Colorist Orchestra.

## Discografie

### Albums
- 2003: Cibelle
- 2006: The Shine of Dried Electric Leaves (cover art door Cibelle)
- 2010: Las Vênus Resort Palace Hotel
- 2013: Unbinding

### Ep's
- 2005: About a Girl EP
- 2005: Noite de Carnaval/Matthew Herbert Remixes
- 2007: Green Grass EP
- 2008: White Hair EP

### Compilaties
- 2008: Worried Noodles (TomLab Records): 1 origineel nummer
- 2009: Femina by The Legendary Tiger Man: zang op 2 nummers

- Bibliothèque nationale de France: cb14164678p (data)
- Gemeinsame Normdatei: 135331668
- International Standard Name Identifier: 0000 0000 5517 974X
- Library of Congress Control Number: no2008040098
- MusicBrainz: f4591a29-b59a-4160-8726-da8001b2c3d6
- Système universitaire de documentation: 080564372
- Virtual International Authority File: 46970553
- WorldCat: E39PBJqFJBVytRw4HDY83r6HYP